# Gorinšek
Gorinšek je priimek v Sloveniji, ki ga je po podatkih Statističnega urada Republike Slovenije na dan 1. januarja 2010 uporabljalo 179 oseb in je med vsemi priimki po pogostosti uporabe uvrščen na 2.439. mesto.

## Znani nosilci priimka
- Borut Gorinšek, basist, nekdanji član slovenskega okteta
- Danilo Gorinšek (1905—1988), igralec
- Karlo Gorinšek (*1943), generalmajor, politolog in politik
- Josip Gorinšek (1936—2021), akademski slikar, grafik in oblikovalec
- Miran Gorinšek (*1960), politik, župan občine Slovenske Konjice